# NHL Awards 2019
Die NHL Awards 2019 sind die alljährlichen Ehrungen der nordamerikanischen Eishockeyliga NHL. Sie wurden am 19. Juni 2019 im Mandalay Bay Events Center in Paradise verliehen.

## Preisträger
Hart Memorial Trophy – Wird an den wertvollsten Spieler (MVP) der Saison durch die Professional Hockey Writers’ Association verliehen.
- Nikita Kutscherow (RW) – Tampa Bay Lightning

Nominiert:
- Sidney Crosby (C) – Pittsburgh Penguins
- Connor McDavid (C) – Edmonton Oilers

Ted Lindsay Award – Wird an den herausragenden Spieler der Saison durch die Spielergewerkschaft NHLPA verliehen.
- Nikita Kutscherow (RW) – Tampa Bay Lightning

Nominiert:
- Patrick Kane (RW) – Chicago Blackhawks
- Connor McDavid (C) – Edmonton Oilers

Vezina Trophy – Wird an den herausragenden Torhüter der Saison durch die General Manager der Teams verliehen.
- Andrei Wassilewski – Tampa Bay Lightning

Nominiert:
- Ben Bishop – Dallas Stars
- Robin Lehner – New York Islanders

James Norris Memorial Trophy – Wird durch die Professional Hockey Writers’ Association an den Verteidiger verliehen, der in der Saison auf dieser Position die größten Allround-Fähigkeiten zeigte.
- Mark Giordano – Calgary Flames

Nominiert:
- Brent Burns – San Jose Sharks
- Victor Hedman – Tampa Bay Lightning

Frank J. Selke Trophy – Wird an den Angreifer mit den besten Defensivqualitäten durch die Professional Hockey Writers’ Association verliehen.
- Ryan O’Reilly (C) – St. Louis Blues

Nominiert:
- Patrice Bergeron (C) – Boston Bruins
- Mark Stone (RW) – Vegas Golden Knights

Calder Memorial Trophy – Wird durch die Professional Hockey Writers’ Association an den besten Neuprofi (Rookie) verliehen.
- Elias Pettersson (C) – Vancouver Canucks

Nominiert:
- Jordan Binnington (G) – St. Louis Blues
- Rasmus Dahlin (D) – Buffalo Sabres

Lady Byng Memorial Trophy – Wird durch die Professional Hockey Writers’ Association an den Spieler verliehen, der durch einen hohen sportlichen Standard und faires Verhalten herausragte.
- Aleksander Barkov (C) – Florida Panthers

Nominiert:
- Sean Monahan (C) – Calgary Flames
- Ryan O’Reilly (C) – St. Louis Blues

Jack Adams Award – Wird durch die NHL Broadcasters’ Association an den Trainer verliehen, der am meisten zum Erfolg seines Teams beitrug.
- Barry Trotz – New York Islanders

Nominiert:
- Craig Berube – St. Louis Blues
- Jon Cooper – Tampa Bay Lightning

Bill Masterton Memorial Trophy – Wird durch die Professional Hockey Writers’ Association an den Spieler verliehen, der Ausdauer, Hingabe und Fairness in und um den Eishockeysport zeigte.
- Robin Lehner – New York Islanders

Nominiert:
- Nick Foligno – Columbus Blue Jackets
- Joe Thornton – San Jose Sharks

NHL General Manager of the Year Award – Wird an den General Manager eines Franchise vergeben, der sich im Verlauf der Saison als der Fähigste erwiesen hat.
- Don Sweeney – Boston Bruins

Nominiert:
- Doug Armstrong – St. Louis Blues
- Don Waddell – Carolina Hurricanes

Art Ross Trophy – Wird an den besten Scorer der Saison verliehen.
- Nikita Kutscherow (RW) – Tampa Bay Lightning: 128 Punkte (41 Tore, 87 Vorlagen)

Maurice 'Rocket' Richard Trophy – Wird an den besten Torschützen der Liga vergeben.
- Alexander Owetschkin (LW) – Washington Capitals: 51 Tore

William M. Jennings Trophy – Wird an den/die Torhüter mit mindestens 25 Einsätzen verliehen, dessen/deren Team die wenigsten Gegentore in der Saison zugelassen hat.
- Robin Lehner & Thomas Greiss – New York Islanders: 191 Gegentore in 82 Spielen (Gegentorschnitt: 2,33)

NHL Plus/Minus Award – Wird (nicht mehr offiziell) an den Spieler verliehen, der während der Saison die beste Plus/Minus-Statistik hat.
- Mark Giordano (D) – Calgary Flames: +39

Conn Smythe Trophy – Wird an den wertvollsten Spieler (MVP) der Playoffs verliehen.
- Ryan O’Reilly (C) – St. Louis Blues

Mark Messier Leadership Award – Wird an den Spieler verliehen, der sich während der Saison durch besondere Führungsqualitäten ausgezeichnet hat.
- Wayne Simmonds (RW) – Philadelphia Flyers & Nashville Predators[11]

Nominiert:
- Mark Giordano (D) – Calgary Flames
- Justin Williams (RW) – Carolina Hurricanes

King Clancy Memorial Trophy – Wird an den Spieler vergeben, der durch Führungsqualitäten, sowohl auf als auch abseits des Eises und durch soziales Engagement herausragte.
- Jason Zucker – Minnesota Wild[12]

Nominiert:
- Oliver Ekman Larsson – Arizona Coyotes
- Henrik Lundqvist – New York Rangers

## Trophäen

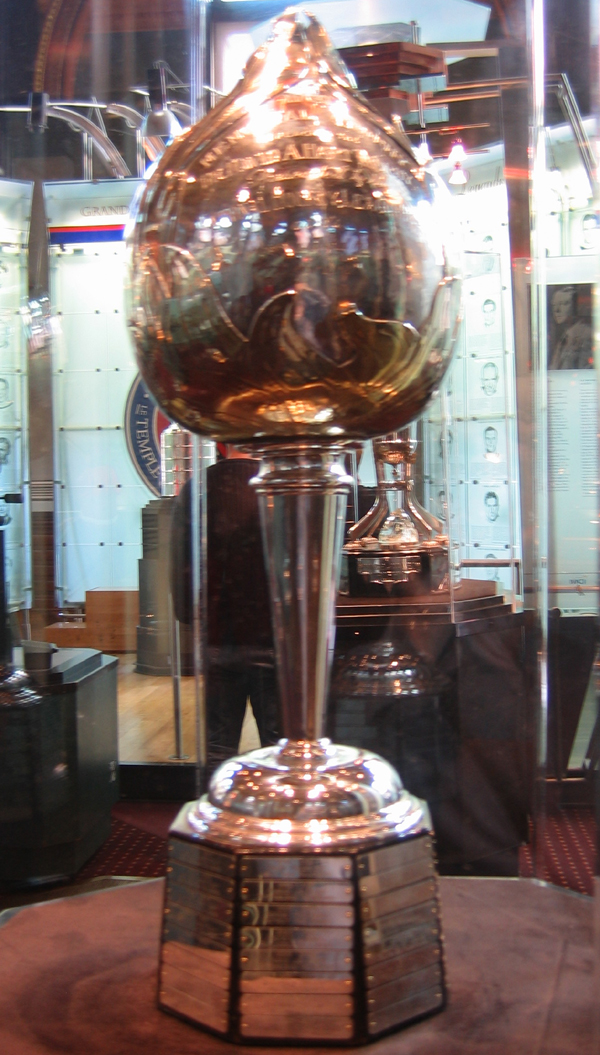
Hart Memorial Trophy
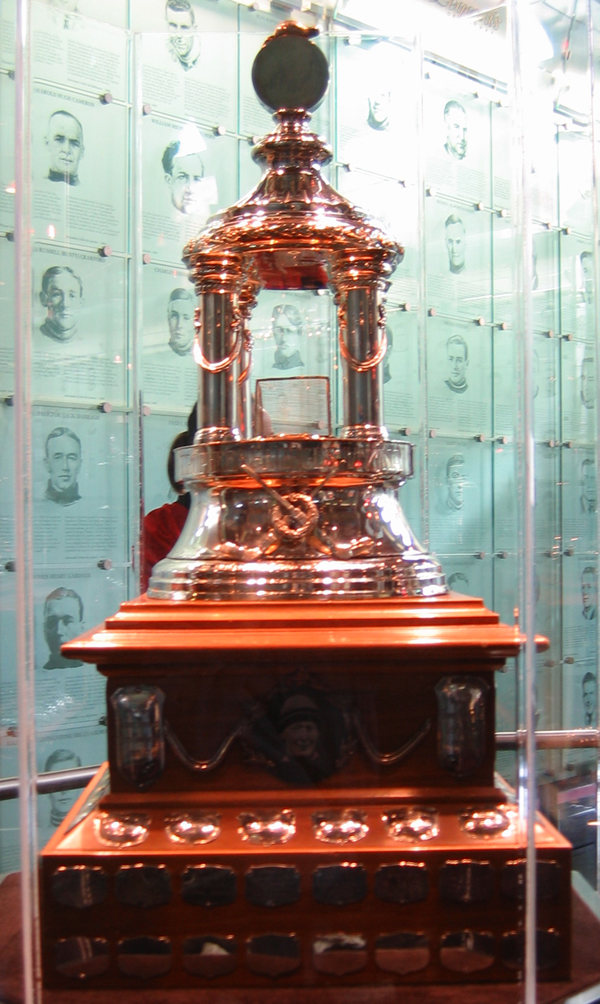
Vezina Trophy
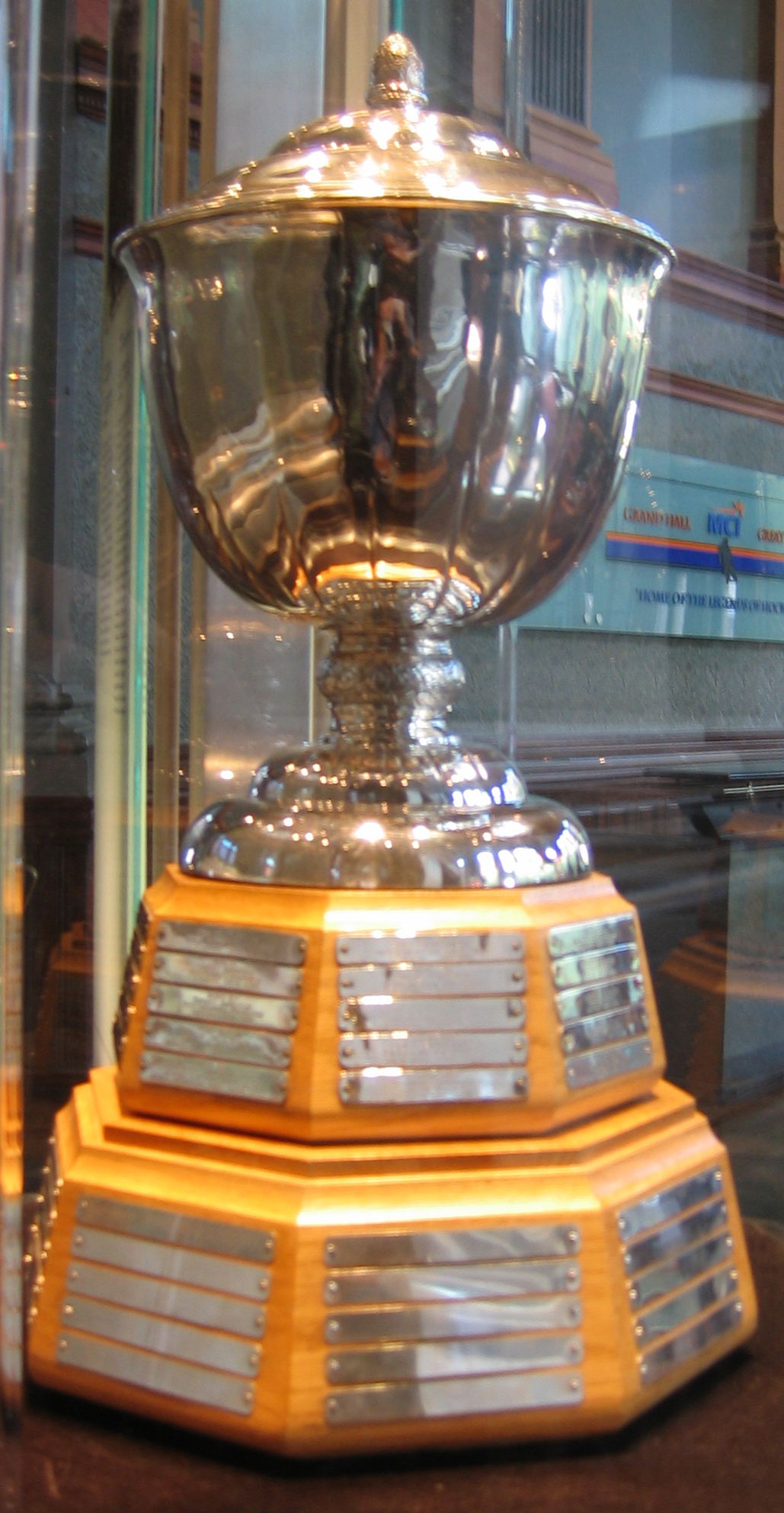
James Norris Memorial Trophy
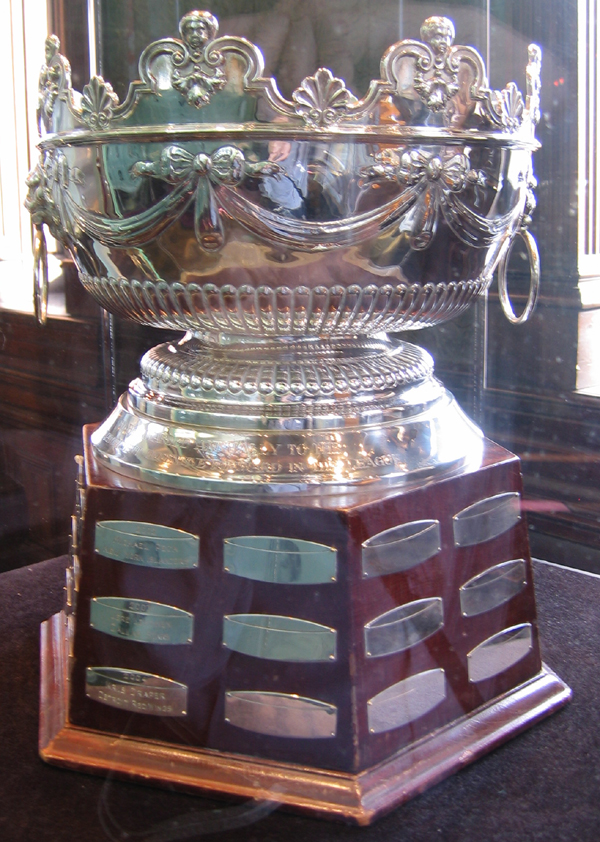
Frank J. Selke Trophy
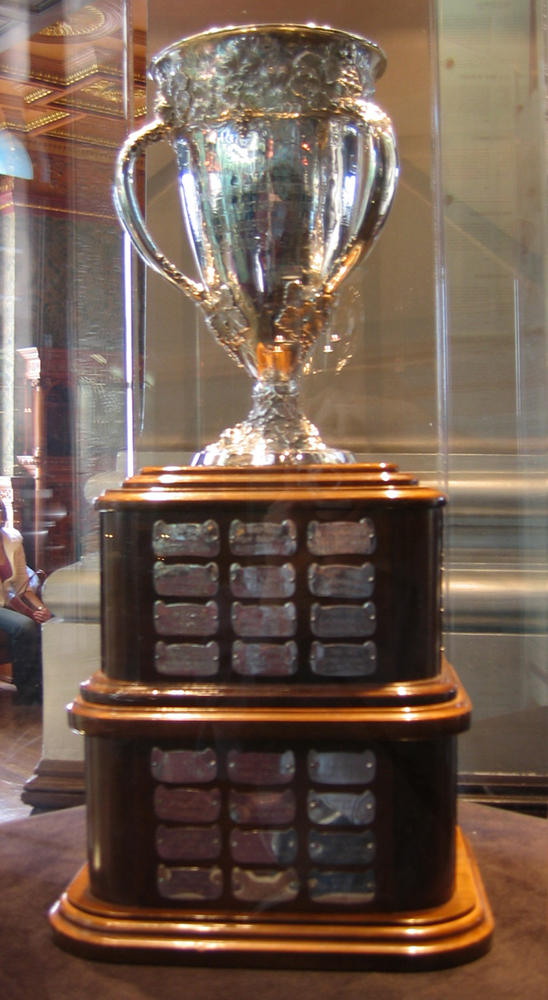
Calder Memorial Trophy
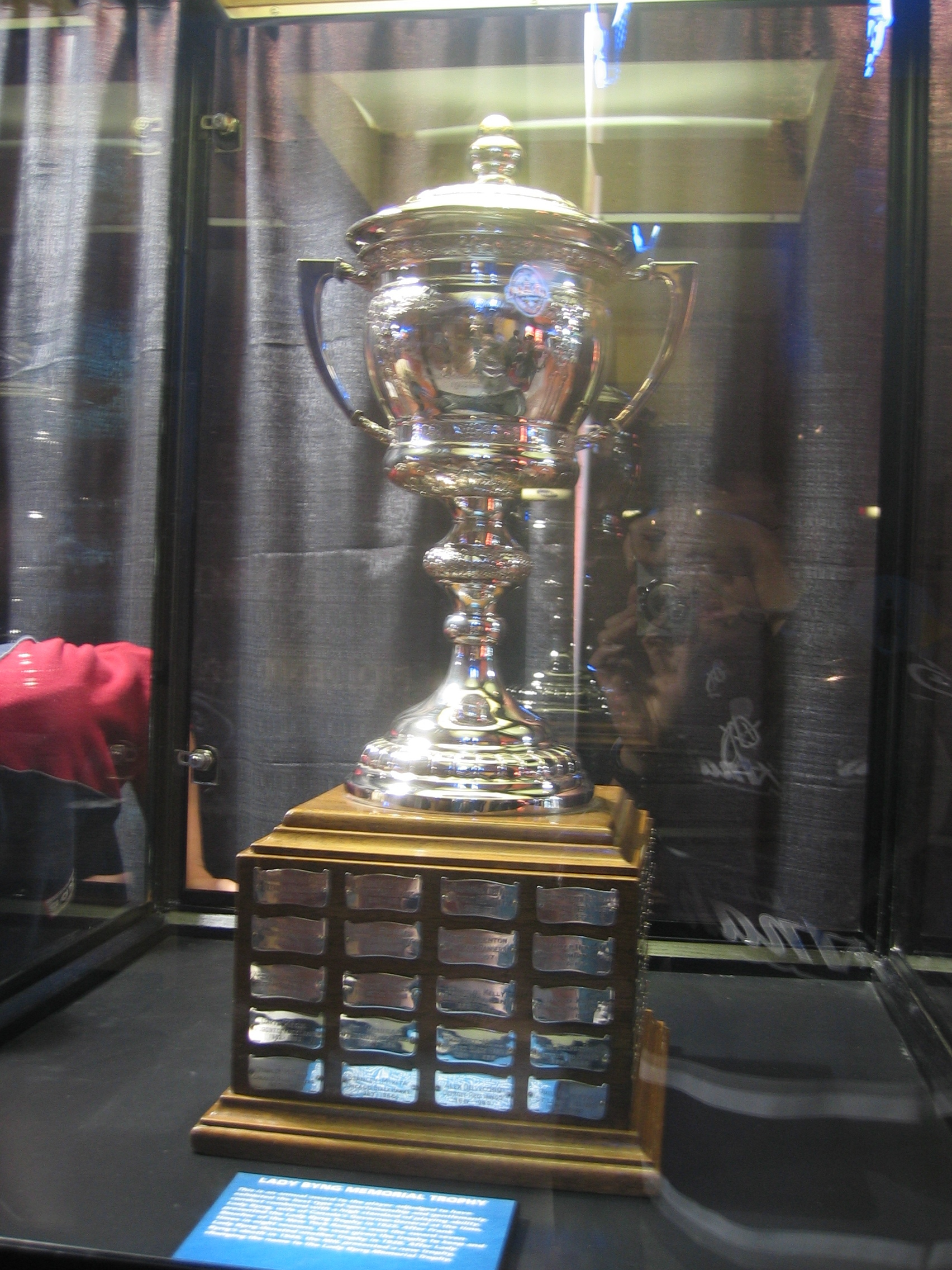
Lady Byng Memorial Trophy
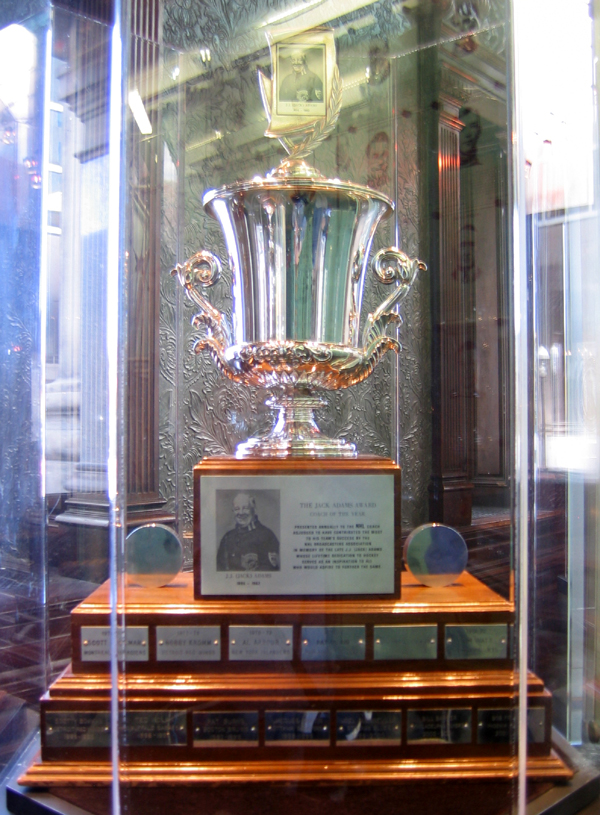
Jack Adams Award
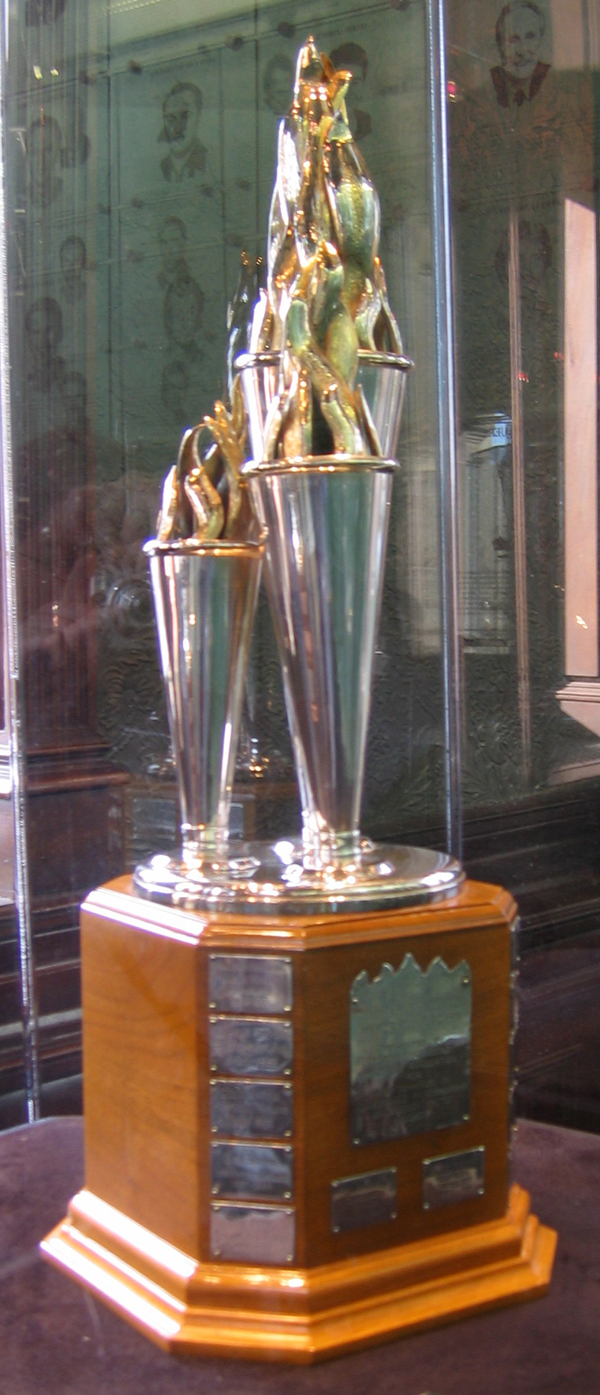
Bill Masterton Memorial Trophy
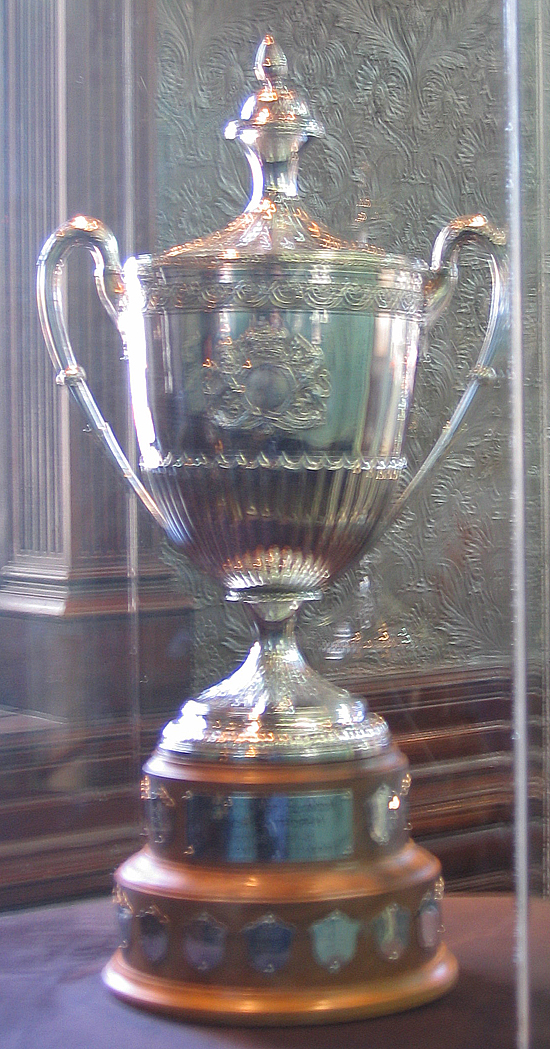
King Clancy Memorial Trophy
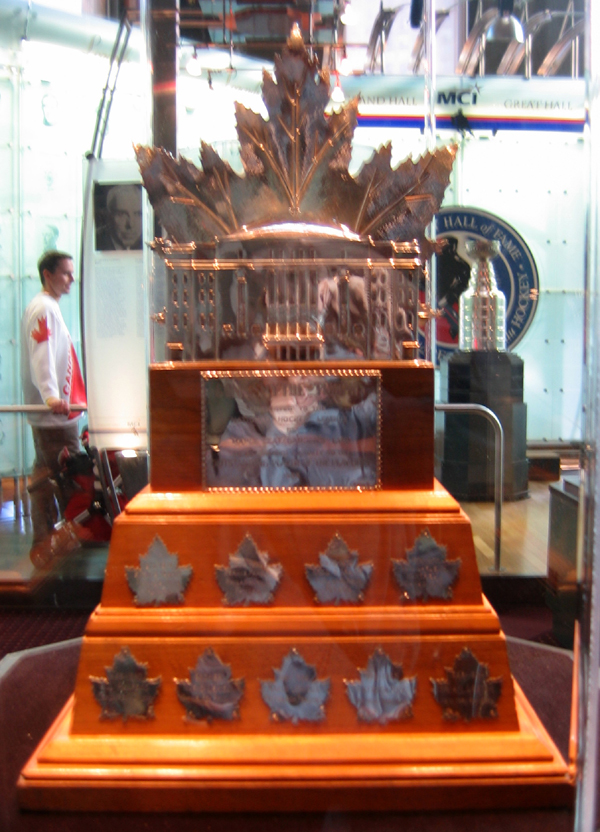
Conn Smythe Trophy
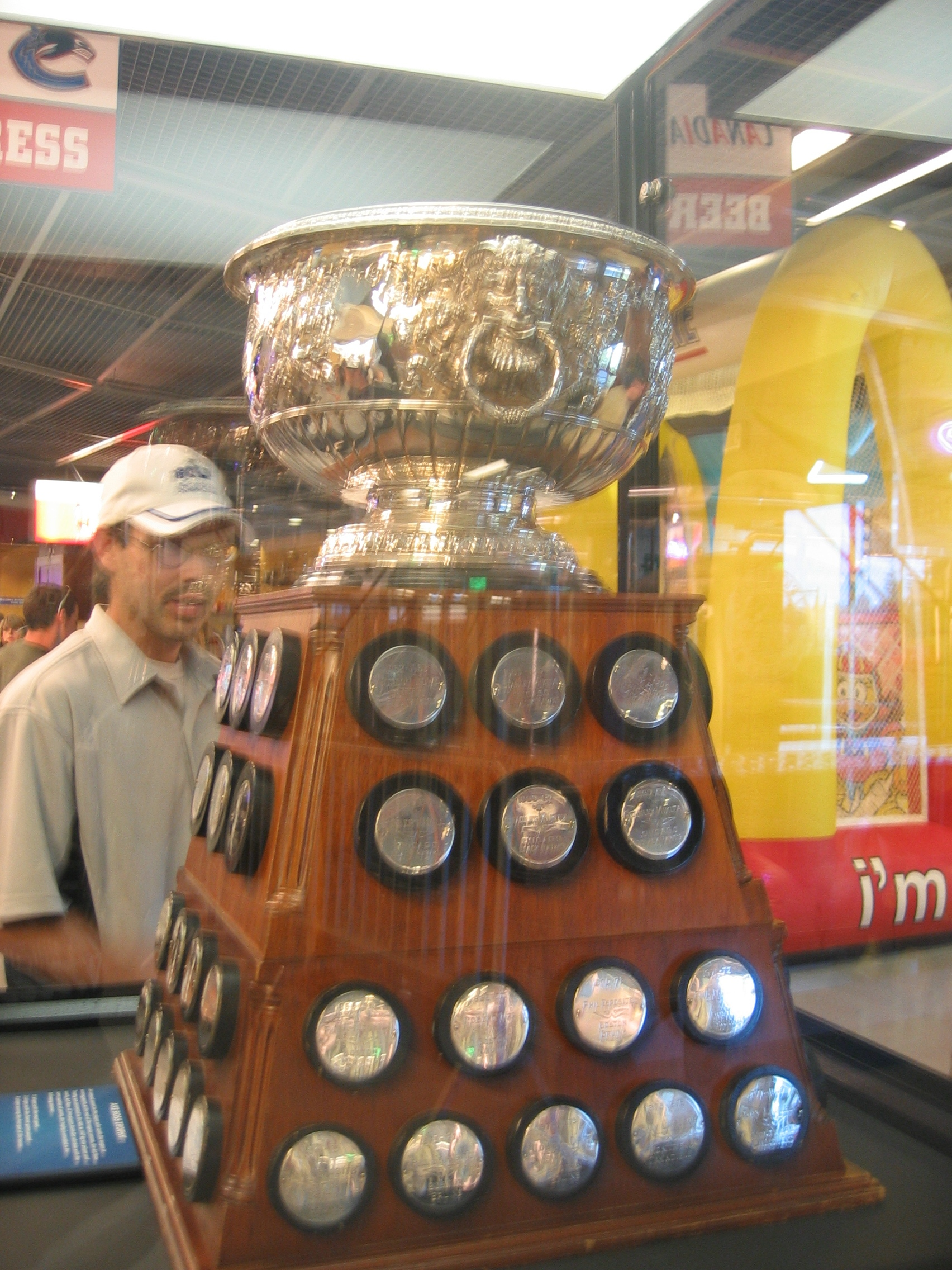
Art Ross Trophy
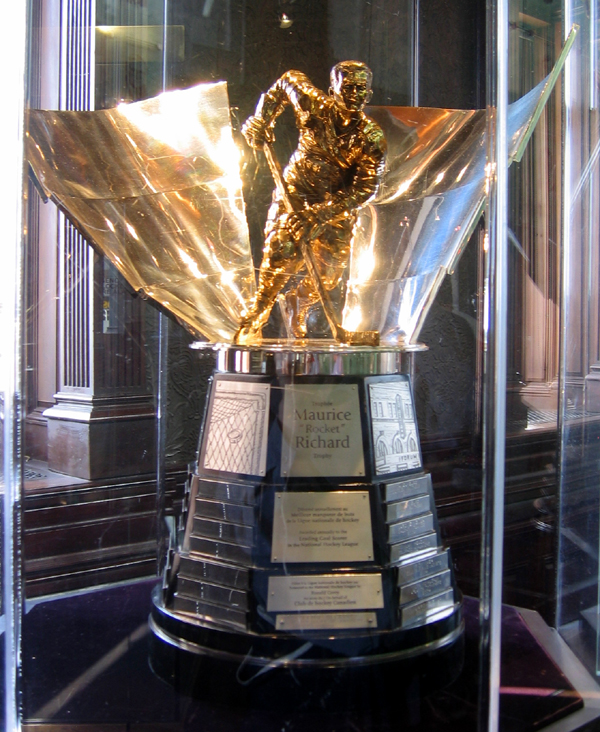
Maurice 'Rocket' Richard Trophy
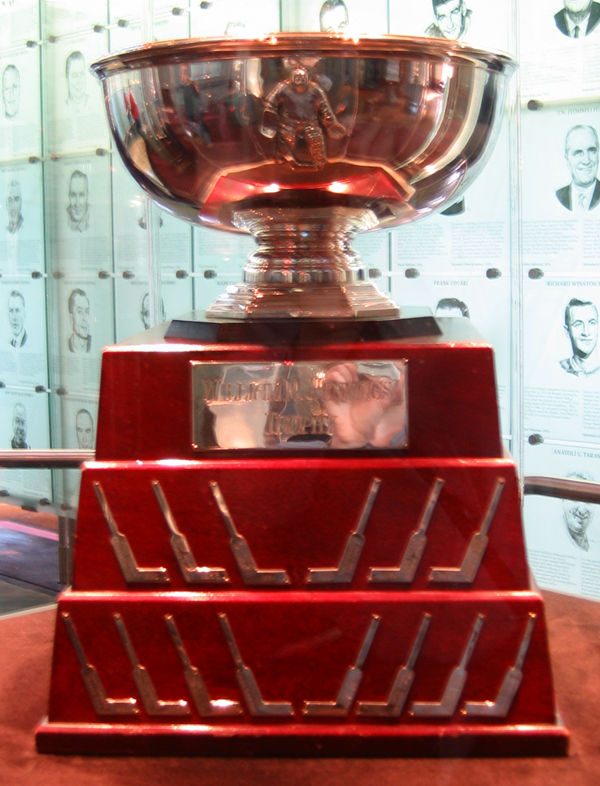
William M. Jennings Trophy